# 애플스크립트
애플스크립트(AppleScript)는 애플이 만든 스크립트 언어이며, 시스템 7 이후의 매킨토시 운영 체제에 통합되어 있다. 애플스크립트라는 용어는 스크립트 언어 그 자체를 가리키거나, 애플스크립트 언어로 기록한 스크립트를 가리킨다.
애플스크립트는 객체 지향 프로그래밍의 요소도 일부 갖고 있는데, 특히 스크립트 객체 구조와 일부 리스프 계열 자연 언어 처리 환경에서 볼 수 있다.

## 역사
애플스크립트 프로젝트는 (지금은 개발이 중단된) 하이퍼카드 프로젝트의 결과물이다. 하이퍼카드는 하이퍼토크라는 영어 기반의 스크립트 언어를 포함하였는데, 이는 하이퍼카드 스택 프로그램을 짜는 데 이용되었다. 애플 공학자들은 이와 비슷한 스크립트 언어가 어떠한 응용 프로그램에도 쓰일 수 있다는 것을 알았으며, 애플스크립트 프로젝트는 시스템 7의 일부로 탄생하였다.
애플스크립트는 1993년 10월에 시스템 7.1.1 (시스템 7 프로, 시스템 7의 첫 주요 업그레이드판)의 일부로 출시되었다. 쿼크익스프레스 (버전 3.2)는 애플스크립트를 지원한 최초의 주 응용 소프트웨어 가운데 하나였다. 이로 인해 출판 업계에 널리 채용될 수 있었다.
현재 애플스크립트는 서비스 메뉴, 오토메이터에 이어 맥 OS X 자동화 기술의 구성 요소이다.

## 헬로 월드 프로그램
헬로 월드 프로그램은 다음과 같다.
```
display dialog
 
"Hello World!"
 
-- "승인"과 "취소" 버튼이 있는 창을 띄움

-- 또는

display alert
 
"Hello World!"
 
-- "승인" 버튼 하나만 있는 창을 띄움

-- 또는

say
 
"Hello World!"
 
-- 음성 합성을 이용한 목소리를 냄

```